# Visningsenhed
En visningsenhed, displayenhed eller udlæsningsenhed (eng. display device) er en benævnelse for en større eller mindre skærm, som kan indeholde færre til mange statusoplysninger for det udstyr, hvortil den er bundet - det er fx flapskilte.
En elektronisk visningsenhed, elektronisk displayenhed eller elektronisk udlæsningsenhed kan fx anvendes på digitalure, radioer, fotokopimaskiner og telefoner.

## Elektroniske visningsenheder
- Nixierør
- Det magiske øje (elektronrør)
- Lysdioder (LED)
  - OLED

- Billedskærm
  - Katodestrålerør (billedrør)
    - Vektorskærm

  - Laser-tv
  - Fladskærm
  - Plasmaskærm
  - Flydendekrystalskærm
  - Head-mounted display (HMD)
  - Briller med indbygget skærm

## Udskrivningsenheder
- Printer
  - Laserprinter
  - Inkjet-printer
  - Termo-printer
- Plotter

- 3D-printer

## Projektorer
- Filmprojektor
- Digitalprojektor
  - Videoprojektor
  - Laser-projektor
  - Head-up display (HUD)

## Tre dimensioner
- 3D-laserskærm
- Holografisk skærm

## Mekaniske visningsenheder
- Flapskilt – anvendtes tidligere på og i busser og lufthavnsskilte. Anvendes på S-togsstationer.
- Flip-disc display (dansk?) – anvendes på busser